# L.I.E.
L.I.E. és un film independent estatunidenc del 2001 sobre la relació entre Howie, un noi de 15 anys, i un pedòfil conegut com a 'Big John'. El títol és un acrònim de Long Island Expressway, l'autopista que travessa la zona suburbana de Long Island (Estats Units), que serveix com a metàfora central de l'argument. El film va ser dirigit per Michael Cuesta, qui va declarar que tracta sobre l'exploració sexual. És protagonitzat per Paul Franklin Dano com a Howie i Brian Cox com a Big John.
L.I.E. va estar qualificada com a NC-17 (no permesa per menors de 17 anys) per la Motion Picture Association of America, tot i que més tard es va retirar aquesta qualificació i la pel·lícula va ser posada a la venda sense classificació. Té la qualificació R («pel fort contingut sexual que involucra adolescents, llenguatge i violència efímera»).

## Premis i nominacions
- 2001. Satellite Award al millor actor en un film dramàtic a Brian Cox
- 2002. Premis Independent Spirit a la millor performance debut a Paul Dano
- 2002. Premi Producers en els Premis Independent Spirit
- 2002. Premi del jurat al Festival del Cinema Americà de Deauville